# Mapas para as Estrelas
Maps to the Stars (br/pt: Mapas para as Estrelas) é um filme de drama de produção americana e canadense. Conta com direção de David Cronenberg, roteiro de Bruce Wagner e é estrelado por Julianne Moore, Mia Wasikowska, John Cusack e Robert Pattinson. Teve sua estreia no dia 21 de maio de 2014 no Festival de Cannes, onde concorreu à Palma de Ouro.

## Sinopse
Um conto contemporâneo que explora os demônios desta sociedade obcecada por celebridades. Escrita por Bruce Wagner (A Hora do Pesadelo 3), a trama centra-se na família Weiss, que tem Stafford (John Cusack) como patriarca. O psicoterapeuta que fez fortuna ao escrever livros de auto-ajuda é casado com Cristina Weiss (Olivia Williams), mãe e administradora da carreira de Benjie (Evan Bird), um garoto astro de TV recentemente mandado para a reabilitação.  A outra filha do casal Agatha (Mia Wasikowska), acabou de receber alta de um hospital psiquiátrico e se tornou amiga de um motorista de limosine aspirante a ator Jerome (Robert Pattinson). Uma das clientes de Stafford é Havana (Julianne Moore), uma atriz que possui uma assistente incomum. Seu sonho de reprisar o papel feito por sua mãe Clarice (Sarah Gadon) em 1960, acaba se desfazendo, à medida em que a celebridade se depara com seus fantasmas.

## Elenco
- Julianne Moore como Havana Segrand
- Mia Wasikowska como Agatha Weiss
- John Cusack como Dr. Stafford Weiss
- Robert Pattinson como Jerome Fontana
- Olivia Williams como Cristina Weiss
- Sarah Gadon como Clarice Taggart
- Evan Bird as Benjie Weiss
- Carrie Fisher como Ela mesma
- Ari Cohen como Jeb Berg
- Emilia McCarthy como Kayla
- Jayne Heitmeyer como Azita Wachtel
- Amanda Brugel como Victoria
- Justin Kelly como Rhett
- Joe Pingue como Arnold
- Kiara Glasco como Cammy
- Jonathan Watton como Sterl Carruth
- Clara Pasieka como Gretchen
- Donald Burda como Hank
- Christian Lloyd como Stu
- George Dawe como Jake Adams